# 地方檢察官
地方檢察官（英語：District Attorney，簡稱：DA）泛指在美國各州各級司法轄區內，負責代表州政府提出刑事訴訟的首席檢察官。該職務的確切名稱及職務範圍因各州而異。

## 州檢察官
州檢察官（英語：State's attorney）一般是指稱美國的州級檢察官，其上一級為聯邦檢察官。但與大多數國家迥異的是，美國的州檢察官對內屬於行政權的一部分:146，因其多數經由民主選舉產生，僅有少部分地區由官方指派。
美國的州檢察官相當於首席檢察官，其下有助理檢察官或代理檢察官，相當於其他國家的一般檢察官。助理或代理檢察官在名義上由美國司法部指派擔任，然而實務上多先經由州檢察官選定後交司法部指派:151。
州檢察官主要的職務為負責偵辦違反州刑事成文法的案件，不過實質上負責偵辦工作的多為助理或代理檢察官。州檢察官在處理案件的裁量權很大，但由於預算與人力的限制，除了受到社會普遍關注的案件外，多採取以減輕量刑或撤回部分指控來換取被告認罪的協商。

## 地方檢察官
地方檢察官是美國郡級司法管轄區的法律部門最高公務員，他負責監督副檢察官和助理檢察官們。根據各州法律的不同，地方檢察官可由所在司法管轄區的公民選舉產生，亦可由所在司法管轄區的行政長官委任。
地方檢察官這個頭銜在美國被紐約州、麻塞諸塞州、內華達州、賓夕法尼亞州、俄克拉荷馬州、俄勒岡州和德克薩斯州等地使用。

### 助理地方檢察官
地方檢察官可由一名資深的助理地方檢察官協助其工作。執行助理地方檢察官、首席助理地方檢察官或第一助理地方檢察官是地方檢察官辦公室為最資深的助理地方檢察官提供的頭銜。擁有這個頭銜的助理檢察官一般被認為是該辦公室的第二號人物，他直接向地方檢察官本人負責和匯報工作。每個助理地方檢察官的頭銜就代表了他所負責的工作職責和範疇，但他們的工作也包括對辦公室內日常工作的管理和其他工作人員的監督。一般情況下，高級別的資深地方檢察官可以起訴轄區內罪行更大或影響更廣的案件；或者負責招募聘用其他律師加盟地方檢察官辦公室和監督低級別職員的工作。不過在通常情況下，執行助理地方檢察官更多的是負責新聞稿和監督其他工作人員的工作。

## 其他國家
在英國，地方檢察官的職位相當於英格蘭和威爾士皇家檢察署的首席皇家檢察官；或蘇格蘭的檢察代理人；或北愛爾蘭的公訴主任（Director of Public Prosecutions）。而在其他國家，地方檢察官一般被稱為刑事檢控專員。

## 外部連結
- 全美地方檢察官聯合會（页面存档备份，存于）（英文）
- 原告律師、地方檢察官、司法部長和美國總檢察長的異同（页面存档备份，存于）（英文）